# Mittelwerk
La Mittelwerk, dal tedesco "fabbrica centrale", era una fabbrica tedesca costruita durante la seconda guerra mondiale a Niedersachswerfen, nel tunnel del colle Kohnstein, al fine di evitare i bombardamenti alleati.
La fabbrica utilizzò il lavoro forzato dei prigionieri del vicino campo di concentramento di Mittelbau-Dora, principalmente per la produzione dei missili balistici V2, delle bombe volanti V1 e di altre armi.

## Mittelwerk GmbH

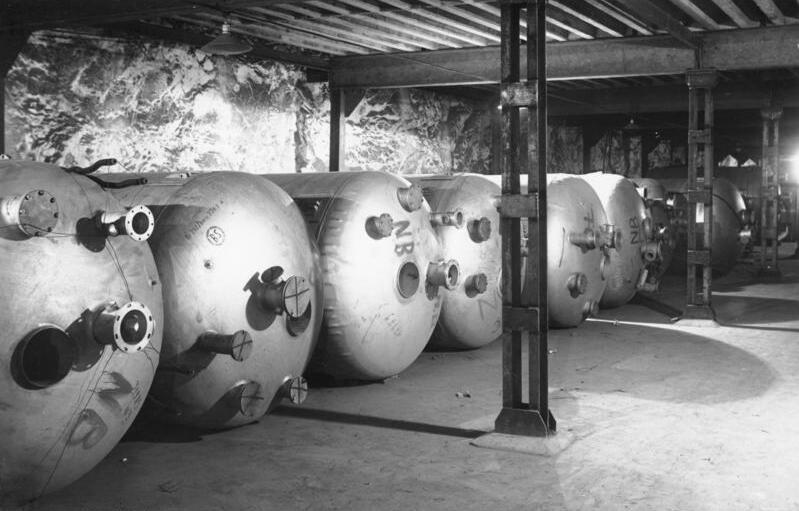
Taniche da 4.500 l per la produzione di V1 e V2

La notte tra il 17 e il 18 agosto 1943, i bombardieri della RAF effettuarono durante l'operazione Hydra un bombardamento contro il centro di ricerca di Peenemünde, dove era in corso lo sviluppo e la produzione del V2.
Il 19 ottobre 1943, alla società tedesca Mittelwerk GmbH fu rilasciato il contratto di guerra n. 0011-5565/43 dal generale Emil Leeb, responsabile dell'ufficio d'armi dell'esercito, per 12.000 missili A4, pagandoli 40.000 Reichsmark ciascuno.
La Mittelwerk GmbH diresse anche altri siti per lo sviluppo e la sperimentazione del razzo V2 a Schlier, progetto Zement, e a Lehesten. A partire da maggio 1944, Georg Rickhey venne nominato direttore generale di Mittelwerk GmbH, Albin Sawatzki direttore tecnico, Arthur Rudolph capo della divisione tecnica, con il vice Karl Seidenstuecker, mentre Hans Lindenberg controllava 50 ingegneri per il controllo della qualità, nella località di Ilfeld. Altri ingegneri erano impegnati nella produzione della turbopompa: ad esempio Magnus von Braun e Günther Haukohl hanno supervisionato la produzione del V2 dopo aver aiutato a progettare la sua catena di montaggio. Altri collaboratori furono, Eric Ball, Hans Fridrich, Hans Palaoro e Rudolph Schlidt. La struttura aveva un personale di comunicazione agli ordini del capitano dott. Kühle, una divisione amministrativa gestita da Börner, un membro del consiglio, Otto Karl Bersch, ed un ufficio per l'offerta di lavoro ai prigionieri (Brozsat). Hannelore Bannasch era invece impiegato presso la segretaria di Sawatzki.

## Altri progetti Mittelwerk

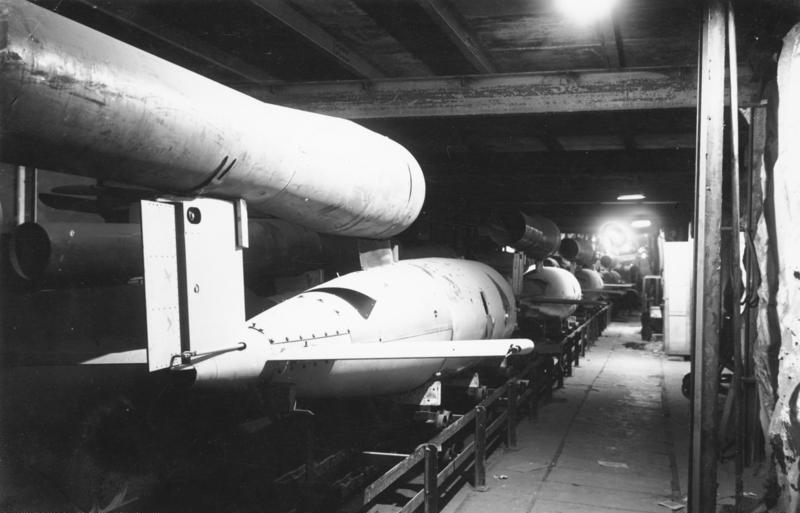
Un missile V1 in catena di montaggio

### Missione per il V2

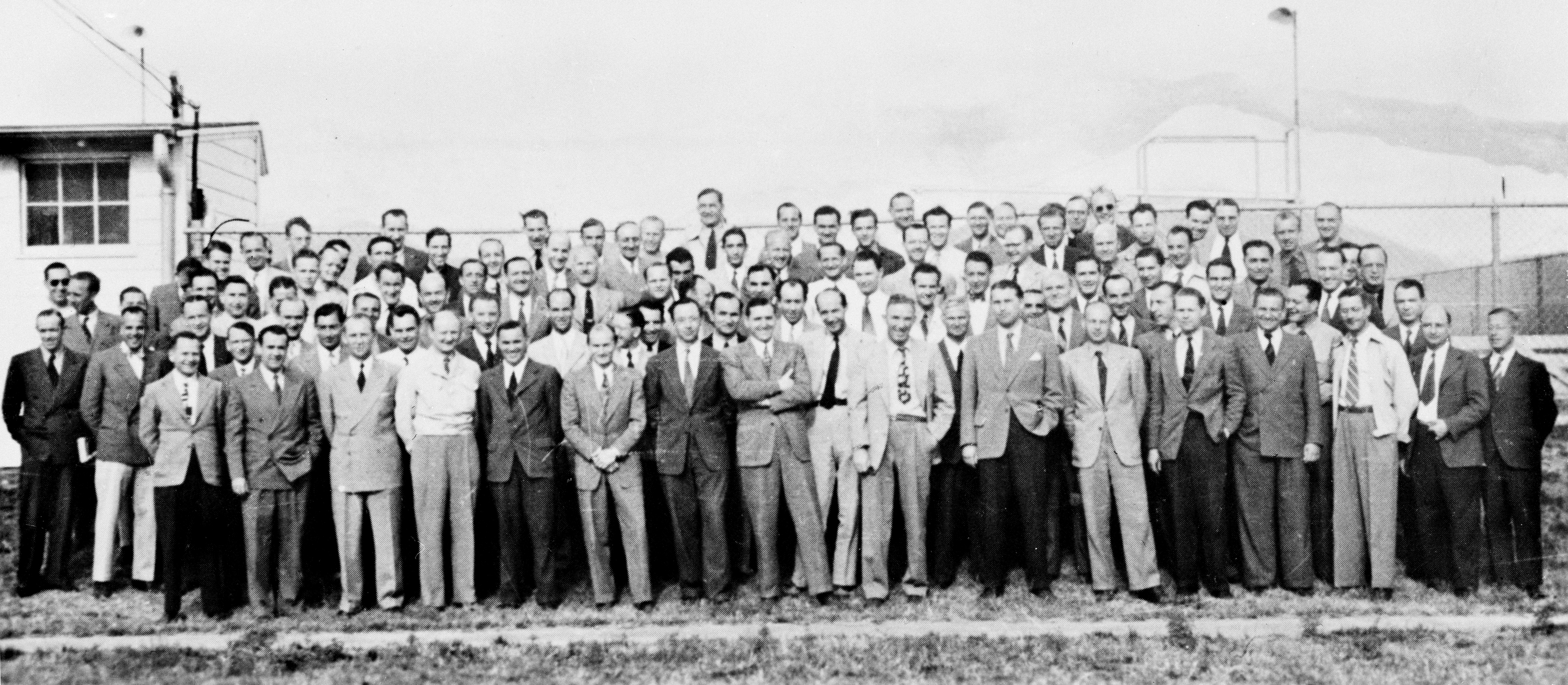
Alcune persone dell'Operazione Paperclip che erano scienziati a Mittelwerk.

### Il processo Dora

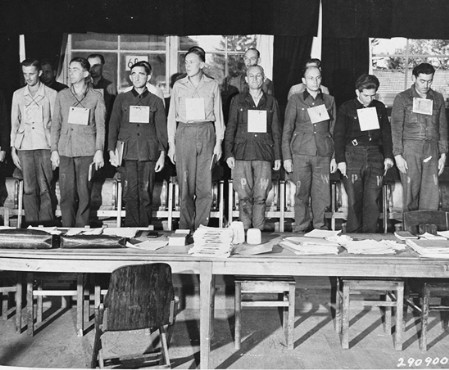
16 dei 19 imputati al processo Dora del 1947